# Métrica induzida
Em matemática e física teórica, a métrica induzida é o tensor métrico definido em uma subvariedade que é calculada a partir do tensor métrico em uma maior variedade em que a subvariedade está incorporada. Ela pode ser calculada utilizando a seguinte fórmula (escrita usando a convenção somatória de Einstein):
{\displaystyle g_{ab}=\partial _{a}X^{\mu }\partial _{b}X^{\nu }g_{\mu \nu }(X^{\alpha })\ }
Nessa fórmula {\displaystyle a,b\ } descrevem os índices de coordenadas {\displaystyle \xi ^{a}\ } da subvariedade enquanto as funções {\displaystyle X^{\mu }(\xi ^{a})\ } codificam a incorporação na variedade hiperdimensional cujos índices tangentes são denotadas {\displaystyle \mu ,\nu \ }.

## Curva em umtoro
Tome
{\displaystyle {\begin{aligned}\Pi \colon {\mathcal {C}}&\to \mathbb {R} ^{3}\\\tau &\mapsto \left\{\quad {\begin{matrix}x^{1}=(a+b\cos(n\cdot \tau ))\cos(m\cdot \tau )\\x^{2}=(a+b\cos(n\cdot \tau ))\sin(m\cdot \tau )\\x^{3}=b\sin(n\cdot \tau )\end{matrix}}\right.\end{aligned}}}
sendo um mapa do domínio da curva {\displaystyle {\mathcal {C}}} com parâmetro {\displaystyle \tau } para a variável euclidiana {\displaystyle \mathbb {R} ^{3}}. Aqui {\displaystyle a,b,m,n\in \mathbb {R} } são constantes.